# Antonio Bevere
Antonio Bevere (Napoli, 3 settembre 1940) è un magistrato italiano.

## Biografia
Si laurea in giurisprudenza con la tesi Il diritto al lavoro. Art. 4 Cost.. Dopo aver svolto attività di consigliere di prefettura a Modena e di ricercatore presso la cattedra di diritto amministrativo dell'università di Napoli, è entrato in magistratura nel maggio del 1970. Ha esercitato funzioni di sostituto procuratore presso la Procura della Repubblica di Milano dal giugno 1971 al dicembre 1974, data in cui, su sua domanda, è stato trasferito al Tribunale di Milano, dove ha lavorato fino al marzo 1979. Da allora ha lavorato a Roma in Pretura, e poi in Tribunale, fino al settembre 2008, data del suo ingresso alla Corte di cassazione, inizialmente presso la quarta sezione penale ed attualmente presso la quinta sezione penale.
Nel 1974 ha fondato, insieme a numerosi avvocati, docenti universitari e magistrati, la rivista Critica del diritto, attualmente edita da Edizioni Scientifiche Italiane.

## Opere
- Siamo il paese più libero del mondo?, La Pietra, 1980
- Tribunale della libertà, Sapere 2000, 1984
- (con Augusto Cerri) Diritto di cronaca e diritto di critica, Sapere 2000, 1988
- (con Augusto Cerri) Il diritto di informazione e i diritti della persona, Giuffrè, 1995 (seconda edizione: 2006)
- Persona offesa e parte civile, Nuove ricerche, 1996
- La Giustizia in prosa e versi. Antologia ragionata, Nuove Ricerche, 1996
- Coercizione personale. Limiti e garanzie, Giuffrè, 1998
- Coercizione reale, Giuffrè, 1999
- La chiamata di correo, Giuffrè, 2001

| Controllo di autorità | VIAF (EN) 46854318 · ISNI (EN) 0000 0000 8379 5072 · SBN CFIV038155 · LCCN (EN) n83049522 · BNF (FR) cb12442644q (data) |